# Bau (ostrov)
Bau (IPA: [mba u]) je malý ostrov stranou východního pobřeží fidžijského hlavního ostrova Viti Levu. Přes svou malou rozlohu je ostrov historicky a politicky významný. Je hlavním sídlem Kubana konfederace a bauským Vunivalu , považovaným za nejvyššího fidžijského náčelníka.

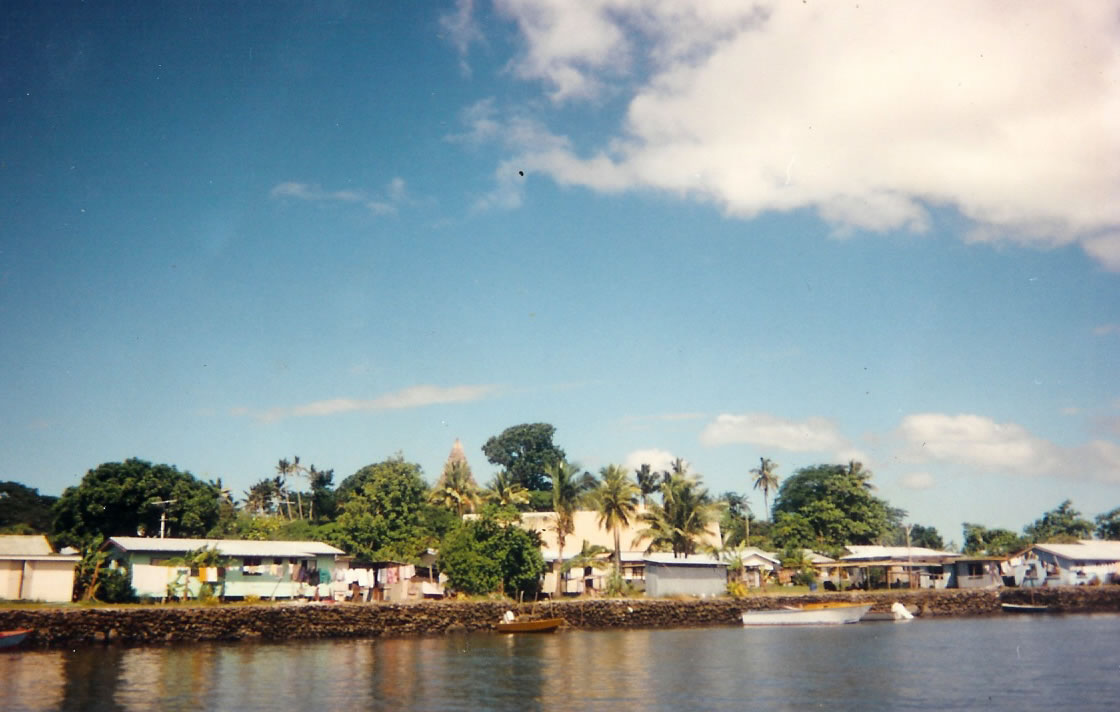
Ostrov Bau, 2006

## Zajímavosti
Na Bau se nachází nejstarší fidžijský křesťanský kostel a památný kámen o který byly rozbíjeny lebky kanibalských obětí.

## Známí rodáci
Z Bau pochází mnoho fidžijských vůdců. Seru Epenisa Cakobau, Vunivalu z let 1852 až 1883, který první sjednotil všechny fidžijské různorodé kmeny pod svou moc a byl v roce 1871 korunován jako Tui Viti (Král Fidži). Cakobau v roce 1874 postoupil Fidži Spojenému království. Jeho potomek Ratu Sir George Cakobau, rovněž titulovaný Vunivalu vykonával v letech 1973 až 1983 funkci generálního guvernéra. Fidžijský viceprezident Ratu Joni Madraiwiwi je rovněž náčelníkem Bau.

## Jazyk
Fidžijština má mnoho dialektů, ale oficiální standard je založen na výslovnosti z Bauského ostrova.